# کپلر ۳۷ بی
کپلر-۳۷بی (به انگلیسی: Kepler-37b) یک سیاره فراخورشیدی است که در صورت فلکی شلیاق (دیگ پایه) به دور ستاره کپلر-۳۷ می‌گردد. تا تاریخ فوریه ۲۰۱۳ این سیاره کوچکترین سیاره کشف‌شده در اطراف یک ستاره  است، که شعاعی کمی بزرگتر از ماه و کمی کوچکتر از عطارد دارد.